# Nicolae Velcea
Nicolae Velcea (n. 6 aprilie 1968

) este un fost deputat român, ales în legislatura 2016-2020.